# حفش (جنس)
الحَفْش (الاسم العلمي: Acipenser)، جنس أسماك من فصيلة الحفشية. تضم 17 نوعًا حيًا (3 أنواع أخرى أحفورية)، هو أكبر جنس في رتبة حفشيات الشكل. مواطنه في أوروبا وآسيا وأمريكا الشمالية، ومعظم الأنواع مهددة.

## الأنواع
من أنواعه:
- حفش متوسط
- حفش ألماني
- حفش ياباني
- حفش روسي